# Prise de Tunis (1357)
Pour les articles homonymes, voir Prise de Tunis.
La prise de Tunis de 1357 oppose les forces mérinides, menées par le sultan Abu Inan Faris, aux armées hafsides d'Abu Ishaq Ibrahim II. Elle entraîne la capture de la ville par les Mérinides pour la deuxième fois de l'histoire.

## Contexte
En 1348, à la suite de la bataille de Kairouan, le sultan mérinide Abu al-Hasan est vaincu, puis assiégé par les tribus arabes devant Tunis. L'intervention de la flotte mérinide, mouillant alors dans le port de Sousse, permet de lever le siège. Cependant, l'agitation s'étend rapidement dans toute l'Ifriqiya. Constantine et Béjaïa se révoltent et repassent sous autorité hafside. Entre-temps, son fils Abu Inan Faris, alors gouverneur de Tlemcen, se proclame sultan. Il abandonne Tlemcen pour aller se faire reconnaître au Maghreb al-Aqsa, où il bat l'armée de son neveu El Mansour, gouverneur de Fès. Sa victoire lui permet de recevoir l'allégeance des tribus locales.
Fin 1349, le sultan Abu al-Hasan décide de quitter Tunis par la mer mais fait naufrage, en raison d'une tempête devant les côtes de Béjaïa. Il survit à l'accident, et parvient difficilement à atteindre Alger, où il est bien accueilli par les tribus de la région. Entre-temps, les Zianides et Maghraouas, qui lui ont fait défection à Kairouan, reprennent Ténès, Mazouna, Miliana, Cherchell puis Tlemcen. Il réorganise son armée pour reprendre Tlemcen aux Zianides mais est battu par ces derniers et doit se replier vers le Sahara.
Il tente alors de rentrer au Maghreb al-Aqsa pour contester le règne de son fils, mais battu près de l'oued Oum Errabiâ, il abandonne alors ses prétentions au trône et se réfugie auprès de la tribu masmouda Hintata, dans le Haut Atlas, jusqu'à sa mort.
Abu Inan Faris, désireux de reprendre les territoires perdus après la défaite de Kairouan et la guerre civile avec son père, lance une campagne pour reprendre le Maghreb central. En 1352, il reprend Tlemcen et tue le sultan zianide Abou Saïd Uthman II, puis s'empare d'Alger et Médéa, annexant ainsi totalement le royaume zianide. Abu Inan Faris continue sa conquête vers l'est, et s'empare ensuite de Bejaïa et Constantine,. Il s'empare ensuite d'Annaba, d'où il reçoit la soumission de nombreuses tribus arabes de la région.

## Déroulement
À la suite de la prise d'Annaba, le sultan mérinide Abu Inan Faris décide de marcher sur Tunis. Les forces mérinides, placées sous le commandement de Yahya ben Rahho et soutenues par de nombreuses tribus arabes, marchent sur la ville, en coordination avec une attaque de la flotte mérinide par mer. Abu Ishaq Ibrahim II et Ibn Tafraguine, n'arrivant pas à mobiliser les habitants de Tunis pour la défense, fuient et se réfugient à Mahdia. Les Mérinides s'emparent donc de la capitale hafside pour la deuxième fois, parvenant à réunifier à nouveau le Maghreb.

## Conséquences
Cependant, comme sous le règne d'Abu al-Hasan, la domination mérinide sur la région ne dure pas longtemps. En effet, Abu Inan Faris qui s'était notamment appuyé sur les tribus arabes Sadwikis et Dawawida, entre en conflit contre certaines fractions de ces mêmes tribus. Ainsi, en voulant enlever le droit de protection dont bénéficiaient ces tribus sur les sédentaires, il va provoquer leur révolte. 
Abu Inan Faris décide de les châtier, et les poursuit jusqu'à Tolga, près de Biskra, en vain. Le sultan hafside Abu Ishaq Ibrahim II en profite pour les attirer dans ses rangs. Il prépare alors une attaque pour reprendre Tunis. Abu Inan lève une armée pour le combattre mais, après trois jours de marche, il est abandonné par un grand nombre de ces troupes. De plus, le vizir Fares ben Oudrar est à l'origine d'un complot visant à le remplacer par le prince Idriss Aboul Ala. Abu Inan Faris abandonne alors Tunis et se replie sur Constantine. Le gouverneur hafside Ibn Tafraguine en profite pour reprendre la ville abandonnée par les Mérinides. Rentré à Fès en 1357, Abu Inan Faris fait tuer le vizir Fares ben Oudrar, puis tombe grièvement malade. Il meurt en 1358, ce qui provoque la première éclipse mérinide, qui affaiblie gravement le royaume.